# Ionia
Ionia (în greaca veche Ἰωνία sau Ἰωνίη) era o regiune a lumii grecești antice situată în vestul Asiei Mici, pe litoralul Mării Mediterane. Ea corespunde unei zone cu o rază de circa 170 km în jurul actualului oraș Izmir. Numele provine de la eroul legendar Ion, presupusul strămoș al populației din această regiune.
Litoralul mediteraneean al Ioniei prezenta multe avantaje economice: refugii naturale care favorizau amenajarea de porturi (deci comunicații facile pe calea mării), o climă agreabilă, văi largi cu terenuri agricole care se pretau la cultivarea cerealelor și la creșterea animalelor domestice (îndeosebi caii ionieni, renumiți în antichitate), coline pe care creșteau pomi fructiferi, mai ales măslini.
Dintre orașele-stat (polisuri) din Ionia, cel mai renumit a fost Miletul, acolo unde au apărut și primele forme ale filozofiei presocratice, reprezentate mai ales prin scrierile lui Thales din Milet. O altă cetate ioniană renumită a fost și Phoceea.
Regele persan Cyrus cel Mare (558-528 î.Hr.) cucerise în 546 î.Hr., printre alte provincii din Asia Mică, și regatul Lidiei, de care depindeau, cel puțin nominal, toate coloniile grecești din Ionia, unde se înfiripase o confederație de douăsprezece polisuri deosebit de înfloritoare din punct de vedere economic și cultural. Urmașul acestuia, Darius I a înăsprit însă modul de stăpânire a acestor orașe grecești, impunând condiții mai dure. Astfel, Ionia a fost integrată cu Lidia într-o singură provincie (satrapie) cu sediul la Sardes, iar în locul unor contribuții neregulate se instituie tributuri anuale fixe, ceea ce a stârnit mari nemulțumiri.
Între anii 499 și 493 î.Hr., polisurile ioniene s-au răsculat împotriva Imperiului Persan. Revolta lor (cunocută în istorie ca „Revolta ioniană⁠(d)”) a fost însă zdrobită de către imensele armate ale lui Darius. Zadarnic s-au adresat ionienii celorlalte polisuri grecești pentru ajutor armat; singurele cetăți care au răspuns pozitiv au fost doar Atena și Eretria. Expediția navală organizată de acestea în anul 498 î.Hr. a debarcat trupe în Asia Mică, dar după ce au înaintat până la Sardes (unde au incendiat palatul satrapului persan și templul zeiței Cybele, atenienii și eretrienii au fost învinși, nevoiți să se retragă și să se reîmbarce în mare grabă.
Lăsați singuri, și incapabili de altfel să se înțeleagă între ei, ionienii au fost învinși decisiv în bătălia de la insula Lade (494 î.Hr.). Miletul, cel mai dezvoltat și bogat oraș al confederației ioniene, a fost luat cu asalt și distrus din temelii. Astfel, perșii pun din nou stăpânire pe Ionia, asupra căreia instituie un regim de teroare.
Acesta a fost și pretextul Războaielor medice, terminate în final cu păstrarea independenței polisurilor din Grecia continentală, dar cu supunerea completă a ionienilor de către Imperiul Ahemenid.